# João Maria Lima do Nascimento
João Maria Lima do Nascimento, mais conhecido como Lima (Natal, 4 de setembro de 1982), é um ex-futebolista brasileiro que atuava como centroavante. Lima é o maior artilheiro da história do Joinville.

## Carreira

### Joinville
No campeonato Brasileiro de 2012, em 36 jogos marcou 17 gols pelo Joinville em um desses gols contra o Ipatinga em que marcou um hat-trick na vitória por 6–0. Começou a temporada de 2013 pelo campeonato brasileiro marcando no jogo contra o Bragantino na vitória por 3–0 dentro de casa em 25 de maio de 2013.
Em 11 de junho de 2013, Lima fez dois gols na vitória por 3–1 sobre o Guaratinguetá. O resultado é duplamente histórico: foi a vitória de número 1.000 da história do Joinville e Lima, autor de dois gols, se tornou o maior artilheiro da história do Tricolor do Norte, com 130 gols marcados, ao lado de Nardela, ídolo catarinense. Além dos dois de Lima, Ronaldo anotou o terceiro, enquanto Jonatas Belusso descontou para os paulistas.
Fez um acordo de rescisão para sair do Joinville.

### Paysandu
Em dezembro de 2013, acertou para 2014, com o Paysandu.

### Ceará
Em julho de 2014, rescindiu com o Paysandu e acertou com o Ceará. Rescindiu seu contrato após jogos sem gols, e bastante criticado pela torcida alvinegra.

### CRB
Sem clube, Lima acertou com o CRB em dezembro de 2014 para a temporada 2015.

### Metropolitano
Após rescindir o contrato com o CRB assinou contrato com o Metropolitano para a série D de 2015.

### Grêmio Novorizontino
Em 2016, Lima acertou com o Novorizontino.

### América de Joinville - Futebol Amador
Após o término do Campeonato Paulista de 2016, o atacante Lima confirmou seu retorno à cidade de Joinville, não para jogar profissionalmente, mas sim o campeonato amador da cidade. Lima defendeu o América Futebol Clube, disputando a primeira divisão do futebol amador joinvilense.

### Hercílio Luz
Em 2018, Lima foi para o Hercílio Luz de Santa Catarina, no qual foi fundamental para a permanência do time na primeira divisão do campeonato Catarinense sendo o artilheiro do campeonato. Entretanto, em sua segunda passagem pelo time, em 2019, o jogador foi muito criticado pelos torcedores e apontado como um dos culpados do rebaixamento do clube para a segunda divisão do campeonato por perder gols decisivos na reta final do campeonato.

## Títulos
Joinville
- Copa Santa Catarina: 2009, 2011, 2012
- Recopa Sul-Brasileira: 2009
- Série C do Brasileiro: 2011

### Prêmios Individuais
- Artilheiro da Copa Santa Catarina: 2008 (8 gols)
- Artilheiro da Copa Santa Catarina: 2009 (15 gols)
- Artilheiro da Recopa Sul-Brasileira: 2009 (6 gols)
- Artilheiro da Copa Santa Catarina: 2010 (11 gols)
- Artilheiro da Copa Santa Catarina: 2011 (6 gols)
- Artilheiro do Campeonato Catarinense: 2011 (17 gols)
- Artilheiro da Copa Verde: 2014 (7 gols)
- Artilheiro do Campeonato Catarinense: 2018  (9 gols)

### Honraria
- Maior artilheiro do Joinville com 140 gols